# Colégio Moderno do Barreiro
O Colégio Moderno do Barreiro (Externato Moderno do Barreiro) foi um estabelecimento de ensino privado, fundado em 1945, no Barreiro localizado na Avenida da República. Distinguiu-se dos demais por ser o único estabelecimento de ensino liceal, à data, naquela terra.
Adoptou o espírito laico de inspiração em modelos de educação inovadores. Tendo sido demolida a separação obrigatória no projecto inicial para separação de rapazes e de raparigas durante o Estado Novo.
O Colégio Moderno do Barreiro foi conhecido por ser um bastião de luta anti-fascista. Os alunos, na sua grande maioria filhos de presos políticos, estavam isentos do pagamento de propinas.

## História
Foi fundado em 1945 pelo professor e pedagogo Helder Fráguas, licenciado em Matemática e Físico-Químicas pela Universidade de Lisboa e por José Barbado professor de história.
O Colégio Moderno do Barreiro, apresentou carácter inovador à época, sendo conhecido como um bastião de resistência anti-fascista. E pelas suas inovações ao nível do ensino nocturno, onde até era permitido aos jovens casais estudantes fazerem-se acompanhar dos filhos.
Um dos alunos, sendo personalidade conhecida foi Medina Carreira.
1. ↑  https://www.rostos.pt/inicio2.asp?cronica=6000307
2. ↑  «Voto de Pesar pelo falecimento de Manuela Fonseca». www.cm-barreiro.pt. Consultado em 10 de agosto de 2019
3. ↑  Câmara Municipal do Barreiro, Câmara Municipal do Barreiro (2009). «BARREIRO RECONHECIDO 2009, Educação» (PDF). Câmara Municipal do Barreiro. Consultado em 30 de Agosto de 2019